# 主教门圣海伦堂
圣海伦主教门教堂（St. Helen's Bishopsgate）是伦敦城一座大型的圣公会教堂，靠近劳埃德大厦和聖瑪莉艾克斯30號大樓。 
圣海伦主教门教堂保存的古迹，在伦敦的教堂中仅次于西敏寺，因此有时被称为“伦敦城的西敏寺”。

## 历史
该教堂的历史在13世纪为本笃会的修女院1538年修院解散。 1891-1893年进行改建。
莎士比亚在1590年代居住在该区，即在此礼拜。 

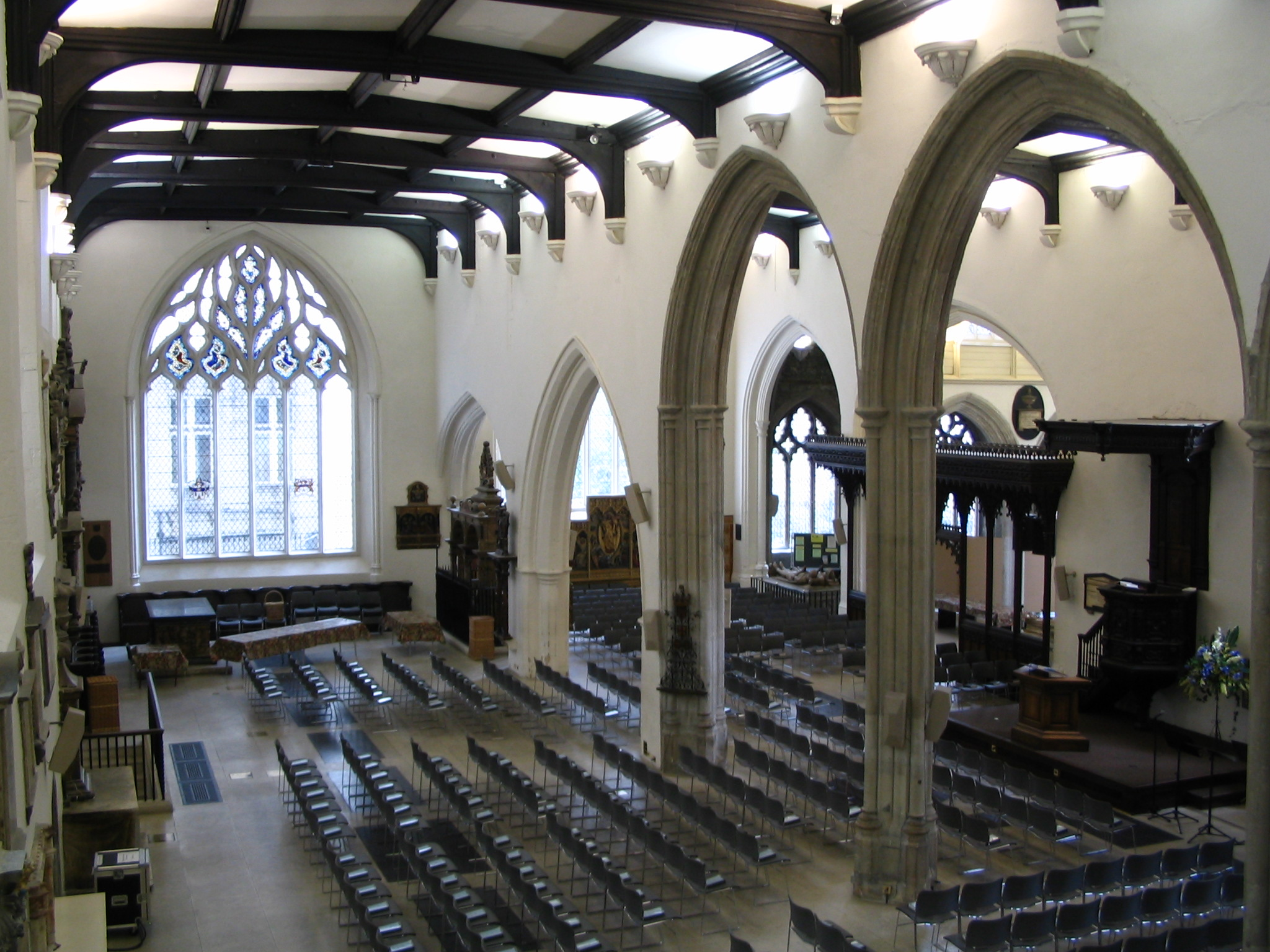
内部

圣海伦主教门教堂是极少数历经1666年伦敦大火和第二次世界大战期间伦敦大轰炸而幸存的教堂之一.，但是在1992年和1993年，爱尔兰共和军在附近制造的两起爆炸事件，使该教堂严重受损。 屋顶和中世纪花窗玻璃被震坏，现已修复。
1950年，该教堂被列为一级登录建筑。